# Кинта-ду-Конде
Кинта-ду-Конде (порт. Quinta do Conde)  —  район (фрегезия) в Португалии,  входит в округ Сетубал. Является составной частью муниципалитета  Сезимбра. Находится в составе крупной городской агломерации Большой Лиссабон. По старому административному делению входил в провинцию Эштремадура. Входит в экономико-статистический  субрегион Полуостров Сетубал, который входит в Лиссабонский регион. Население составляет 16 567 человек на 2001 год. Занимает площадь 14,22 км².